# مالكيوين (مغراوة الشرقية)
مالكيوين هو دُوَّار يقع بجماعة أولاد بوريمة، إقليم جرسيف، جهة الشرق في المملكة المغربية. ينتمي الدوّار لمشيخة مغراوة الشرقية التي تضم 7 دواوير. يقدر عدد سكانه بـ 140 نسمة حسب الإحصاء الرسمي للسكان والسكنى لسنة 2004.

## روابط خارجية
- البوابة الوطنية للجماعات الترابية نسخة محفوظة 12 مارس 2018 على موقع واي باك مشين.
- المندوبية السامية للتخطيط